# Gåivojaure
Gåivojaure är en sjö i Arjeplogs kommun i Lappland och ingår i Skellefteälvens huvudavrinningsområde. Sjön har en area på 0,44 kvadratkilometer och ligger 1 059,4 meter över havet.

## Delavrinningsområde
Gåivojaure ingår i det delavrinningsområde (738380-153333) som SMHI kallar för Inloppet i Siedgajaure. Medelhöjden är 1 037 meter över havet och ytan är 40,28 kvadratkilometer. Det finns inga avrinningsområden uppströms utan avrinningsområdet är högsta punkten. Daunasjåkkå som avvattnar avrinningsområdet har biflödesordning 2, vilket innebär att vattnet flödar genom totalt 2 vattendrag innan det når havet efter 357 kilometer. Avrinningsområdet består mestadels av kalfjäll (94 procent). Avrinningsområdet har 0,65 kvadratkilometer vattenytor vilket ger det en sjöprocent på 1,6 procent.